# Świnica (rejon postawski)
Świnica (biał. Свініца; ros. Свініца) – wieś na Białorusi, w obwodzie witebskim, w rejonie postawskim, w sielsowiecie Woropajewo.

## Historia
W czasach zaborów w granicach Imperium Rosyjskiego.
W dwudziestoleciu międzywojennym obecna miejscowość składała się z wsi, leśniczówki i zaścianka. Zaścianek leżał w Polsce, w województwie wileńskim, w powiecie duniłowickim (od 1926 postawskim), w gminie Łuczaj. Natomiast wieś i leśniczówka w gminie Woropajewo.
Według Powszechnego Spisu Ludności z 1921 roku zamieszkiwało:
- zaścianek  – 51 osób, 92 były wyznania rzymskokatolickiego i zadeklarowały polską przynależność narodową. Było tu 7 budynków mieszkalnych[2]. W 1931 w 10 domach zamieszkiwało 56 osób[3].
- wieś  – 26 osób, wszystkie były wyznania rzymskokatolickiego. Jednocześnie 1 mieszkaniec zadeklarował polską a 25 białoruską przynależność narodową. Były tu 4 budynki mieszkalne[4]. W 1931 w 6 domach zamieszkiwało 20 osób[5].
- leśniczówkę  – 7 osób, wszystkie były wyznania rzymskokatolickiego i zadeklarowały polską przynależność narodową. Był tu 1 budynek mieszkalny[4]. W 1931 w 1 domu zamieszkiwało 6 osób[5].

Wierni z zaścianka należeli do parafii rzymskokatolickiej w Łuczaju, a z wsi i leśniczówki do parafii rzymskokatolickiej i prawosławnej w Duniłowiczach. Miejscowości podlegały pod Sąd Grodzki w Postawach i Okręgowy w Wilnie; właściwy urząd pocztowy dla zaścianka mieścił się w m. Łuczaj, a dla wsi i leśniczówki w Woropajewie
W 1938 roku miejscowość należała do gromady Prudniki gminy Łuczaj.
Po agresji ZSRR na Polskę w 1939 roku miejscowości znalazły się pod okupacją sowiecką, w granicach BSRR. W latach 1941–1944 była pod okupacją niemiecką. Następnie leżały w BSRR. Od 1991 roku w Republice Białorusi.